# HyperScan
HyperScan, também chamado de Mattel HyperScan foi um console de videogame lançado pela Mattel em 23 de outubro de 2006 nos Estados Unidos, que possui um processador de 32bit e utiliza jogos em CD.
A proposta da Mattel para este projeto era: trazer um console que fosse um misto de videogame e brinquedo, voltado ao público infanto-juvenil e que custasse bem menos que os outros consoles. Assim, este console tinha como principal característica a utilização de cartões colecionáveis, que adicionavam itens, fases, desafios e personagens ao jogo. Para a leitura destes cards colecionáveis, ele utiliza utilizava a tecnologia RFID.
Com apenas cinco jogos lançados, problemas no scan e loadings intermináveis, o console foi descontinuado em 2007.